# برسرا
برسرا(نام علمی: Bursera) نام یک سرده از فرمانرو گیاه است.

## نگارخانه

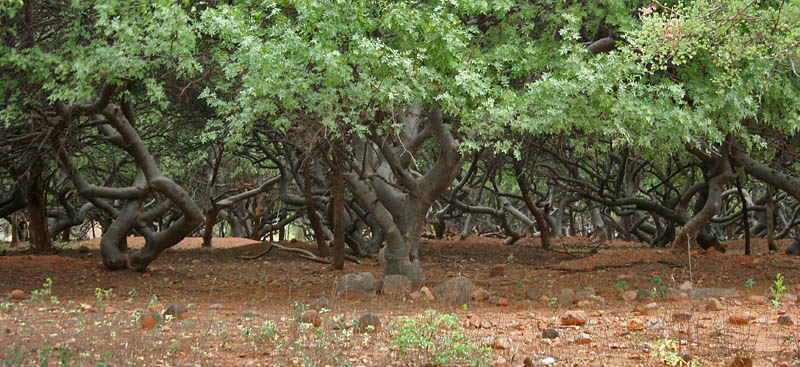
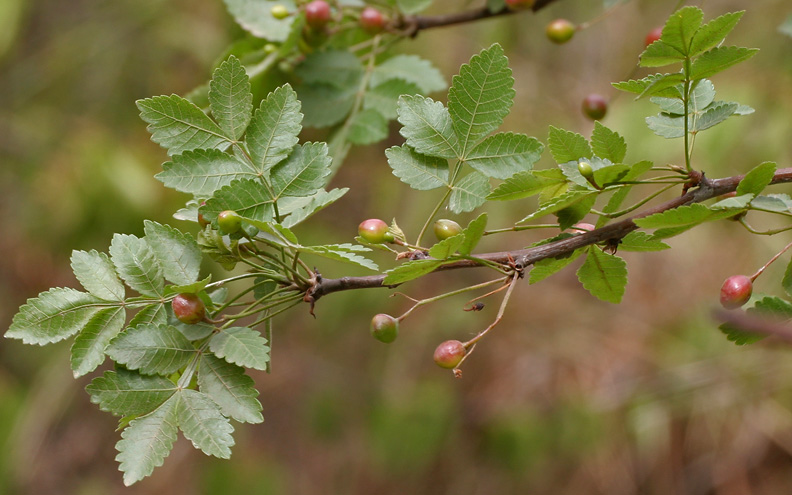
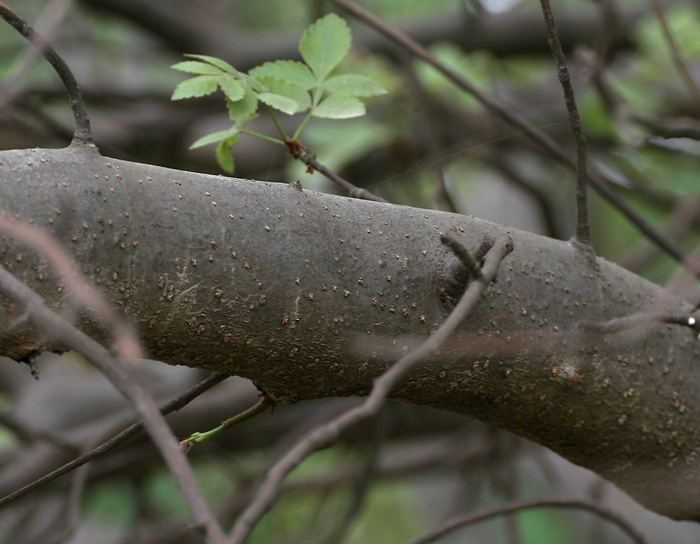